# Lene Haase
Lene Haase, verh. Baudevin (* 18. Januar 1888 in Rotterdam; † 1978 in Lindau am Bodensee), war eine deutsche Reisende und Schriftstellerin.

## Leben
Lene Haase war eine Tochter des Rotterdamer von ihm gegründeten Konservatorium lehrenden Konzertsängers und Gesanglehrers Paul Haase (* 1857), der später einen Ruf an das Konservatorium Karlsruhe annahm und dann für ein Engagement in die USA ging.
So wuchs Haase in Chicago auf. Neben ihrer musischen Ausbildung am Klavier und im Gesang unternahm sie Reisen in das Land. Als ihr Vater 1898 nach Köln zurückkehrte, folgte sie ihm und besuchte ein Gymnasium. Am 12. November 1905 starb ihre Mutter Sophie Haase-Bosse, welche Konzertsängerin gewesen war. Anfang Januar 1906 starb ihr Vater und sie kam bei ihrer Großmutter in Godesberg unter. Sie besuchte für zwei Jahre das Lehrerinnenseminar in Bonn. Einen Abschluss als Lehrerin konnte sie sich aber nicht vorstellen, sodass sie der Einladung eines Onkels nach Lüderitzbucht folgte und dann zwei Jahre in südlichen Afrika blieb.
Sie kehrte zu ihrer Großmutter zurück, die inzwischen nach Potsdam gezogen war. Hier verfasste sie ihren ersten Roman, begab sich aber direkt nach dem Erscheinen wieder auf Reisen, nun nach Texas. Über Galveston reiste sie nach Neubraunfels und San Antonio. Sie musste hart für den Lebensunterhalt arbeiten und lernte auf einer Schiffsreise den in Shanghai beim Norddeutschen Lloyd angestellten Stationsarzt Berndt Baudevin kennen.
Haase kehrte nach Potsdam zurück und heiratete Baudevin im Jahr 1912. Sie folgte ihm, nachdem er als kaiserlicher Regierungsarzt dorthin entsandt worden war, nach Victoria in Kamerun.
Nach ihrem Drehbuch entstand 1918 der deutsche Spielfilm Der Gefangene von Dahomey.
2003 schrieb John K. Noyes einen Beitrag über ihren Roman Raggys Fahrt nach Südwest.

## Publikationen
- Raggys Fahrt nach Südwest. Roman, Egon Fleischel & Co., Berlin, 1910; 5. Aufl. 1923.
- In Bluffland. Roman, E. Fleischel, Berlin, 1912; 3. Auflage, 1920.
- Die märkischen Lienows. Roman, Berlin: E. Fleischel, 1913; 4. Auflage, 1920.
- Durchs unbekannte Kamerun. Beiträge zur deutschen Kulturarbeit in Afrika, Berlin: E. Fleischel, 1915.
- Meine schwarzen Brüder. Geschichten aus dem Urwald, Berlin: E. Fleischel, 1916.
- Exotische Jagdgeschichten. Von Karl Angebauer, Lene Haase, Hermann Rönninger, Otto von Scherbening, Wilhelm Winterer. Hrsg. von Josef Viera, Reutlingen: Enßlin & Laiblin, 1917. (Aus weiter Welt; Sammel-Bd. 3)
- Die Helden von Maka und andere afrikanische Geschichten, Berlin: C. Flemming & C. T. Wiskott, 1922. (Flemmings Bücher für jung und alt: Kleine Reihe; Bd. 3)
- Abenteuer einer weißen Frau in Afrika. Kameruner Erzählung. Mit Bildern von W. Rosch, Reutlingen: Enßlin & Laiblin, 1926. (Sammlung „Aus weiter Welt“; 17.)